# جنرال اتمیکس اروناتیکال سیستمز
جنرال اتمیکس اروناتیکال سیستمز (انگلیسی: General Atomics Aeronautical Systems) شرکت هوافضا و صنایع جنگ‌افزاری آمریکایی است، که توسط شرکت جنرال اتمیکس تأسیس شده است و هم‌اکنون از شرکت‌های زیرمجموعه آن به‌شمار می‌آید.